# Przemysław Herman
Przemysław Norbert Herman – polski inżynier automatyki i robotyki, profesor nauk technicznych. Specjalizuje się w dynamice i sterowaniu robotów. Adiunkt w Katedrze Sterowania i Inżynierii Systemów Wydziału Informatyki Politechniki Poznańskiej.
Studia ukończył na Politechnice Poznańskiej, gdzie następnie został zatrudniony. Stopień doktorski uzyskał w 1997 na podstawie pracy pt. Nowe algorytmy sterowania manipulatorów uwzględniające operator bezwładności przegubowej, przygotowanej pod kierunkiem prof. Krzysztofa Kozłowskiego. Habilitował się w 2007 na podstawie dorobku naukowego i rozprawy pt. Quasi-prędkości inercyjne oraz ich zastosowanie w badaniu dynamiki i sterowaniu manipulatorów.
Artykuły publikował w takich czasopismach jak m.in. "Ocean Engineering", "Mechanics Research Communications", "Archive of Applied Mechanics" oraz "Journal of Intelligent & Robotic Systems".